# Stapelia divaricata
Stapelia divaricata är en oleanderväxtart som beskrevs av Mass.. Stapelia divaricata ingår i släktet Stapelia och familjen oleanderväxter. Inga underarter finns listade i Catalogue of Life.